# Colleen Rosensteel
Colleen Rosensteel, née le 13 mars 1967 à Greensburg (Pennsylvanie), est une judokate américaine diplômée d'un master en éducation sportive à l'Université de Floride.

## Palmarès international en judo
| Jeux panaméricains         | Jeux panaméricains | Jeux panaméricains |
| Année                      | Médaille           | Catégorie          |
| -------------------------- | ------------------ | ------------------ |
| 1995                       | bronze             | +72 kg             |
| 1999                       | argent             | +78 kg             |
| Championnats panaméricains |                    |                    |
| Année                      | Médaille           | Catégorie          |
| 1992                       | bronze             | +78 kg             |
| 1997                       | argent             | +78 kg             |
| 1998                       | argent             | +78 kg             |

Colleen a participé aux Jeux olympiques de 1992 à Barcelone (Espagne), de 1996 à Atlanta (États-Unis) et 2000 à Sydney (Australie) sous le drapeau américain.